# Statuia Pseudosfera

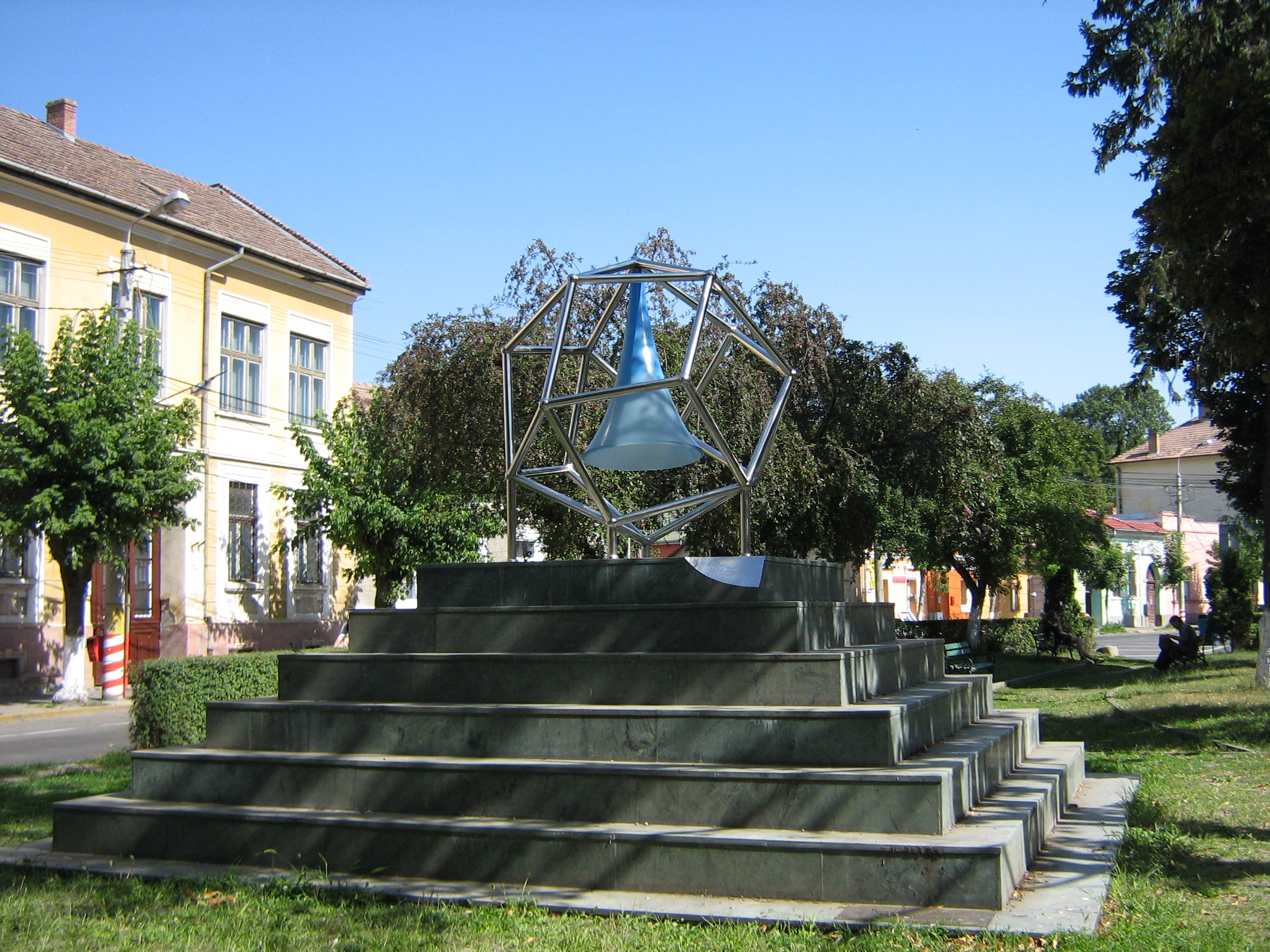
Monumentul Pseudosphaera din Târgu Mureș

Statuia Pseudosphaera se află în Piața Bolyai din Târgu Mureș. Ea este dedicată matematicianului maghiar de renume mondial János Bolyai, care și-a petrecut o mare parte din viață în Târgu Mureș. Acesta este primul monument dedicat matematicii din Transilvania. El se află la coordonatele lat. 46° 32′ 31″, long. 24° 33′ 58″. A fost recondiționat în 2023.
La baza monumentului se află următoarea inscripție (în română, maghiară și engleză):
„Omagiu libertății spiritului, universalității gândirii adevărate și științei spațiului”.

## Istorie
Monumentul a fost ridicat cu ocazia împlinirii a 200 de ani de la nașterea lui János Bolyai (15 decembrie 2002) de către organizatorii Anului Comemorativ János Bolyai, la inițiativa viceprimarului târgumureșean Sándor Csegzi. Sculptura a fost proiectată de matematicianul Sándor Horváth, proiectul fiind acordat acestuia pe 30 august 2002.

## Semnificație
Statuia este compusă din trei părți: un piedestal de marmură în formă de piramidă, pe care se află o structură din oțel inoxidabil și în interiorul acesteia un clopot din rășină sintetică de culoare albastră. Suprafața clopotului este o pseudosferă (suprafață de rotație cu curbură negativă constantă), pe care se aplică local geometria hiperbolică creată de Bolyai.